# نيل تايلور (لاعب كريكت بريطاني)
نيل تايلور (9 فبراير 1964 في المملكة المتحدة - )  (بالإنجليزية: Neil Taylor)‏ هو لاعب كريكت بريطاني. لعب مع نادي مقاطعة ميدلسكس للكريكت ‏ وDorset County Cricket Club ‏ والمقاطعات الوطنية للكريكيت الإنجليزي والويلزي ‏.